# Dear Diary/Fighter
Dear Diary/Fighter – czterdziesty czwarty singel Namie Amuro. Został wydany 26 października 2016 roku, w wersji CD i CD+DVD.

## Lista utworów
CD
| 1. | Dear Diary                | 3:31  |
|    |                           |       |
| 2. | Fighter                   | 3:21  |
|    |                           |       |
| 3. | Dear Diary (lnstrumental) | 3:31  |
|    |                           |       |
| 4. | Fighter (lnstrumental)    | 3:21  |
|    |                           |       |
|    |                           | 13:44 |
|    |                           |       |
DVD
| 1. | Dear Diary (Teledysk) |  |
|    |                       |  |
| 2. | Fighter (Teledysk)    |  |
|    |                       |  |

## Oricon
| Diagram                                                    | Pozycja |
| ---------------------------------------------------------- | ------- |
| Tygodniowy diagram Oricon (w pierwszym tygodniu sprzedaży) | #3      |
| Miesięczny diagram Oricon (w pierwszym miesiącu sprzedaży) | #15     |
| Roczny diagram Oricon                                      | #89     |

### Pozycje wykresu Oricon
Singiel "Dear Diary/Fighter" zajął 3. miejsce w cotygodniowym wykresie Oriconu. Oraz 89. miejsce w 2016 roku ze sprzedażą 62 141 sztuk. Ogólna sprzedaż wyniosła 64 486 egzemplarzy.

## Ciekawostki
Piosenka "Fighter" została użyta w serialu Death Note ~ New Generation. Natomiast "Dear Diary" znalazła się w filmie Death Note: Light Up the New World.